# ドーピング
ドーピング（英: doping）は、スポーツの競技で成績を良くするため、運動能力・筋力の向上や神経の大きな興奮などを目的として、薬物を使用したり物理的方法を採ったりすること、及びそれらを隠蔽する行為を指す。
ゲノム編集などによる肉体改造（遺伝子ドーピング）、興奮とは逆に交感神経を抑制して、あがりなど精神的動揺を防ぐ薬物の使用も含まれる。競技力向上を意図しない服薬や飲食物、サプリメントの摂取による「うっかりドーピング」を含めて、オリンピックや競馬など多くの競技で禁止されている。現代では世界反ドーピング機関（WADA）などにより規制と厳重な検査が行われており、発覚すれば違反行為として制裁を科される。ドーピングの極端な事例では、安全な範囲を超えて能力を増幅させるため、運動時の身体の損傷が大きくなり、選手が深刻な後遺症に悩まされる場合もある。
マインドスポーツでは認知機能など脳機能を向上させる目的での使用例もあり、規制が行われている。

## 語源
「ドーピング (doping)」は、英語の dope（英語発音: [ˈdoup] ドープ）に由来する動名詞で、「dope」の語源は諸説ある。最も一般的に知られている説は、南アフリカの原住民が儀式舞踊を演じる際に飲用していたとされる「dop」というアルコール飲料に由来するというものである。なお、dop を「カフィール族という部族特有の風習」とする説が広まっているが、これは俗説である。
もう一つの説は、オランダ語で「濃いディッピングソース」を意味する doop に由来するというもの。この単語が米語に輸入され、様々な変遷を辿った上で「競技上のパフォーマンスを向上する目的で作られた薬剤の調合」という現在の意味になったという。ちなみに、当初は「麻薬（曼陀羅華の種子と混ぜた煙草の煙）を用いて相手を朦朧とさせた上で盗みを働くこと」を意味するスラングであった。

## 歴史
- 古代ギリシャ時代に競技者が興奮剤等をドーピング目的で用いるようになる。その後、19世紀には競走馬に対して麻薬や興奮剤が用いられる。
- 1865年 アムステル運河水泳競技大会で使用した選手がいたのが、ドーピング使用で残る最も古い記録である。
- 1886年 ボルドー-パリ間の600km自転車レースで、イギリスの選手が興奮剤トリメチルの過剰摂取により死亡。記録として残る初の死者となる。
- 第一次世界大戦で開発された覚醒剤アンフェタミンなど様々な薬物がスポーツ界で使用されるようになり、ドーピングが蔓延する。
- 1928年 国際陸上競技連盟が興奮剤の使用を禁止、他の競技団体も追随するようになる。しかし当時はドーピング検査が無く、禁止の実効性は乏しかった。
- 1960年 ローマオリンピックの自転車競技で興奮剤アンフェタミンを使用した競技者ヌット・エネマルク・イェンセンが競技中に死亡。オリンピックでのドーピング使用者で初の死者となる。
- 1966年 国際自転車競技連合（UCI）と国際サッカー連盟（FIFA）が、初のドーピング検査をそれぞれの世界大会で実施。
- 1968年 グルノーブルオリンピックとメキシコオリンピックで、ドーピング検査を近代オリンピックで初めて正式導入[2]。
- 1974年 トリナボール（英語版）が禁止物質に指定される。
- 1976年 アナボリックステロイドの検出が可能となり、モントリオールオリンピックで初めて禁止物質に指定される。
- 1986年 国際オリンピック委員会（IOC）が血液ドーピングを禁止方法に指定。
- 1990年 エリスロポエチン（EPO）が禁止物質に指定されるも、検出方法は未確立であった。
- 1999年 世界アンチ・ドーピング機構（WADA）が設立される。これまでは、主に国際オリンピック委員会（IOC）や各競技団体がドーピングを取り締まっていた。
- 2000年 シドニーオリンピックから血液検査が実施される。
- 2001年 日本アンチ・ドーピング機構（JADA）が設立される。
- 2003年 ドーピングを定義した世界基準の規程「世界ドーピング防止規程」（WADAコード）が採択される。
- 2018年 ゲノム編集などによる「遺伝子ドーピング」を、WADAが禁止リストに追加[7]。

## ドーピング禁止理由
ドーピング騒動が繰り返されることで、その競技の公正への信頼性に疑念を抱かれ、場合によっては純粋にプレーする選手にも疑惑の目が向けられるなどの弊害が生じる可能性もある。アテネ、北京のオリンピック2大会に陸上競技男子ハンマー投で連続でメダルを獲得した選手がのちにドーピング違反で摘発されたさい、繰り上がりでメダルを獲得した国のハンマー投げ競技関係者は、喜びではなく、競技への信頼性が損なわれることを懸念する声を上げた。
ドーピング騒動が繰り返されると国家への信頼が落ち、オリンピック招致などの国際大会招致等に悪影響をもたらすこともある。2020年夏季オリンピックの開催地選考ではマドリードとイスタンブールの両都市にはトルコ・スペイン両国がドーピングに関する批判を受けていたことで、ドーピングに関する質問が相次いだ。

## ドーピング違反の種類
1. 競技者の検体に禁止物質、その代謝物もしくはマーカー[注釈 2]が存在すること
2. 禁止物質もしくは禁止方法を使用すること、または使用を企てること
3. 競技者を陥れる（罠にはめる）ため、飲料や医薬品などに禁止物質を混入し、使用（摂取）させること
4. 検体の採取を拒否、回避すること
5. 居場所情報を提供しないこと
6. ドーピング検査の一部を不当に改変すること、または改変を企てること
7. 禁止物質または禁止方法を保有すること
8. 禁止物質もしくは禁止方法の不正取り引きを実行すること、または不正取引を企てること
9. 競技者を支援する要員[注釈 3]が、競技者に対して禁止物質または禁止方法を投与・使用すること、及び支援、奨励、援助、教唆、隠ぺいの形で違反を共同すること、若しくは企てること
10. アンチ・ドーピング規則違反に関与していた人とスポーツの場で関係を持つこと

## 禁止物質・禁止方法
禁止物質及び禁止方法は、世界ドーピング防止規程に基づき、WADAが1年に1度以上改定して公表することになっている「禁止表」と呼ばれる一覧表に列挙されている。現在、禁止表は基本的に毎年10月に公表され、3か月後の翌年1月1日から有効となっている。
市販の医薬品やサプリメントでも禁止物質が多数含まれているため、服用する際には成分表をよく確認するか、JADAと薬剤師会が認定するドーピング防止規程に関する専門知識を持った薬剤師であるスポーツファーマシストに相談するなど、十分に注意する必要がある。代表的な例としては鼻炎薬のエフェドリン、胃腸薬のストリキニーネ、漢方薬の麻黄、のど飴の南天（ヒゲナミン）、育毛剤のテストステロンなどがある（茶やコーヒーなどに含まれているカフェインは2004年に禁止物質から除外され、監視プログラムに移行している。）。
禁止物質を含まない成分で作られたサプリメントの中には、JADAが「JADA認定商品」として認定して、そのサプリメントの安全性を保障しているものがある。ただし、成分表に禁止物質に関する記載がなく、WADA/JADA等の機関の認定を受けた製品であっても、何らかの理由で製造過程において禁止物質が混入し当該製品が汚染され、それを競技者が服用したことによって検査で禁止物質が検出された場合には「結果責任として、競技者に過誤又は過失があったとみなす」とされている。このような状況では「認定機関による検査実施時と同一ロットで製造された製品以外は一切服用できなくなる」として、ドーピング問題を扱う弁護士から「あまりにも厳しすぎる」という意見も出ている。

### 禁止物質
禁止物質は3つに分類されている。
1.競技会外検査で禁止されている物質
2.競技会時検査で禁止されている物質
3.特定の競技においてのみ禁止されている物質
* 競技会時検査： 競技の12時間前から競技を終えた直後までに行われる検査。
* 競技会外検査： トレーニング期間中など、競技会外で事前の通告無しで行われる検査。抜き打ち検査とも言われる。

#### 競技会外検査で禁止されている物質
S0.無承認物質
以下の項目に含まれていないとしても、どの政府保健医療当局からも承認されていない薬物（例、臨床開発中、あるいは臨床開発が中止になった薬物、デザイナードラッグ、動物への使用のみが承認されている物質）は常に禁止される。
S1.蛋白同化薬
例、フルオキシメステロン、テストステロン、メタンジエノン、クレンブテロール、リガンドロール
S2.ペプチドホルモン、成長因子および関連物質
例、エリスロポエチン（EPO）、ヒト成長ホルモン（hGH）
S3.ベータ2 作用薬
すべてのβ2作用薬は禁止される。禁止物質の例示に2017年禁止表でヒゲナミンが、2018年にツロブテロールが加わった。
ただし喘息などの治療に用いる吸入剤で下記のものは、24時間最大投与量や尿中濃度に制限はあるが使用可能。
サルブタモール、ホルモテロール、サルメテロール
S4.ホルモン調節薬および代謝調節薬
例、バゼドキシフェン、オスペミフェン、タモキシフェン、クロミフェン、インスリン類
S5.利尿薬および隠蔽薬
2018年禁止表でグリセロールが除外された。
例、デスモプレシン、プロベネシド、フロセミド、アセタゾラミド、チアジド類（ベンドロフルメチアジド、クロロチアジド、ヒドロクロロチアジド等）
閾値水準が設定されている物質とともにS5.の物質が検出されたときは、TUE（後述）が承認されている場合を除き、違反が疑われる対象となる。

#### 競技会時検査で禁止されている物質
競技会外検査で禁止されている物質の「S0.無承認物質～S5.利尿薬および他の隠蔽薬」に加えて、以下のS6.興奮薬～S9.糖質コルチコイドも禁止される。
S6.興奮薬
例、アンフェタミン、エフェドリンとメチルエフェドリン（尿中濃度10μg/mL を超える場合）、メチルフェニデート、ストリキニーネ、オクトドリン
S7.麻薬
いわゆるオピオイド系鎮痛剤が中心だが、日本の国内法の麻薬以外の物質も含まれる。
例、モルヒネ、ブブレノルフィン、ペンタゾシン
S8.カンナビノイド
例、大麻（マリファナ）、合成デルタ9-テトラヒドロカンナビノール（THC）、スパイス
カンナビジオール（CBD）は除外されるが、禁止物質が検出され陽性結果となる場合があるため注意が必要
S9.糖質コルチコイド
ステロイド系抗炎症薬。全身的な利用である経口、静脈内、筋肉内、経直腸の投与はすべて禁止（外用、吸入、局所注射などは禁止ではない）。
例、プレドニゾロン、デキサメタゾン、ベタメタゾン

#### 特定の競技においてのみ禁止される物質
P1.ベータ遮断薬（特記ない限り競技会時検査に限って禁止）
アーチェリー（国際アーチェリー連盟：WA）（競技会外検査においても禁止）、
射撃（国際射撃連盟：ISSF、国際パラリンピック委員会：IPC）（競技会外検査においても禁止）、
自動車（国際自動車連盟：FIA）、
ビリヤード（全ての種目）（世界ビリヤード・スポーツ連合：WCBS）、
ダーツ（世界ダーツ連盟：WDF）、
ゴルフ（国際ゴルフ連盟：IGF）、
スキー/スノーボード（国際スキー連盟：FIS）－ ジャンプ、フリースタイル（エアリアル/ハーフパイプ）、スノーボード（ハーフパイプ／ビッグエアー）、
水中スポーツ（世界水中連盟：CMAS）
2018年禁止表で、2017年までP1.であったアルコールが除外され、P2.であったベータ遮断薬がP1.になった。

#### 監視プログラム
監視プログラムとは、検査はされるが検出されてもドーピング違反にはならない物質。禁止表の改定の際に、ここから禁止物質へ移されることや、逆に禁止物質からここへ移されることがある。スポーツにおける濫用のパターンを把握するために監視される物質。
1. 蛋白同化薬
エクジステロン
2. ベータ2作用薬
ベータ2作用薬同士の組合せ
3. 2-エチルスルファニル-1H-ベンゾイミダゾール（ベミチル）
抗不安薬（ロシア）
4. 興奮薬（競技会（時）のみ）
例、カフェイン、ニコチン
5. 麻薬（競技会（時）のみ）
例、コデイン、ヒドロコドン
6. 糖質コルチコイド
競技会（時）は経口投与、静脈内使用、筋肉内使用、または経直腸使用以外の投与経路
競技会外はすべての投与経路
2018年監視プログラムでミトラギニン、テルミサルタンが除外された。

### 禁止されている手段
禁止されている手段（方法）は次の通り。M1.～M3.は競技会時検査及び競技会外検査の両方で禁止されている。
M1.血液および血液成分の操作
例、血液ドーピング
M2.化学的および物理的操作
例、尿のすり替え、尿の改質、静脈内注入（ただし、医療機関の受診過程、また臨床的検査において正当に受ける静脈内注入は除く）、6時間あたりで50mLを超える静脈注射
M3.遺伝子ドーピング
例、遺伝子編集、遺伝子サイレンシング、遺伝子導入技術、など
外傷治癒のため、形質転換していない幹細胞の単独使用を禁止するものではない

### 競馬
ドーピング、すなわち競走成績を向上させる目的で薬物を競走馬に投与する行為は近代競馬が行われるようになった当初から行われていたとされる。古典的なドーピングの手法としてはアルコールやカフェイン、覚醒剤などの投与が挙げられる。
日本の競馬においては競馬法第31条で「競走馬の競走能力を一時的に高める薬品又は薬剤を使用した者」への刑事罰を規定し、中央競馬では日本中央競馬会の競馬の施行等に関する規約第56条・第59条・別表2で禁止薬物が規定されている。

### 主なドーピング事例
- ヒサヨシに関する事例（ヒサヨシ事件）
- キタシバスペインに関する事例（キタシバスペイン事件）
- ステートジャガーに関する事例（ステートジャガー事件）

薬品によってはドーピングの対象となるかどうかについて、主催者によって異なる判断がなされる場合もある（たとえば欧州では自然界に存在しない化学物質全般が対象となるのに対し、日本やアメリカ合衆国では対象とされない化学物質もある）。そのため競走馬が外国に遠征をした際に、遠征元の国では禁止されていない化学物質が遠征先の国で禁止薬物として検出され、処分が下される例もある（治療薬としての投与であるが、例として2006年ドバイワールドカップにおけるブラスハット、同年凱旋門賞におけるディープインパクト）。
競走馬に対して第三者が故意に禁止薬物を摂取させ、ドーピング検査によって失格に追い込もうとする企てがなされた事例も過去に存在する。日本におけるこの種の代表的な事例としてはバスター事件がある。またステートジャガー事件について、この種の事例だったのではないかという見解がある。2018年に発生した岩手県競馬組合の事例でもこの可能性が疑われたため、容疑者不詳のまま刑事告発に至っている。
意図的なドーピングではないものの、過去には競走馬用のサプリメントの製造過程で禁止薬物が混入（コンタミネーション）し、それに気づかぬまま出荷されたサプリメントを競走馬が服用して問題となった事例（2019年の中央競馬競走除外多発事案など）も起こっている。

### ドーピング検査の実際
競走後ただちに競馬場内にある検体所に移動し尿を採取する（上位入線馬のみ）。その検体は即日で競走馬理化学研究所に送られ、検査を行う仕組みである。禁止薬物が検出された場合は直ちに関係者に事情聴取を行い処分を決定する。場合によっては刑事告発もなされる。

## Global DRO
The Global Drug Reference Online（Global DRO）は、競技者及びサポートスタッフに対し、世界アンチ・ドーピング機構（WADA）の現行の禁止表に基づき、禁止物質についての情報を提供するシステム。イギリス、カナダ、アメリカ、日本で販売されている商品名での検索が可能になっている。競技者及びサポートスタッフは検索した際にPDFファイルで出力することで、いつ検索したか、どのような情報を得ていたのか、という証拠を残すことができる。
医学的アドバイスや治療方法を推奨したり、提供しているわけではなく、掲載されている商品や物質を推奨したり、掲載されていない商品や物質についてアドバイスをしているわけではないため、最終的にその商品や物質を使うか否かの判断は競技者及びサポートスタッフに委ねられる。薬に関する問い合わせは 公認スポーツファーマシスト や 薬剤師会アンチ・ドーピングホットライン を使うよう明記されている。

## TUE（治療目的使用に係る除外措置）
病気をかかえ、治療のために禁止薬物や禁止方法を使用しなければならない競技者のためにTUE（治療目的使用に係る除外措置、英: Therapeutic Use Exemptions）という手続きがある。事前に申請手続きを行い、TUE委員会の審査を経て認められれば、禁止物質や禁止方法を使用できる。通常は使用前に申請を行って承認を得ることになっているが、緊急治療など不測の事態に限っては、使用後の申請でも例外的に認められることがある。どちらの場合も申請すれば全例で禁止物質の使用が認められるわけではないこと、審査には相応の期間がかかる事に留意するべきである。アスリートが、公平、公正に競技に参加する権利。

## 居場所情報の提出
JADAまたは国際競技団体(International Federations, IF)の検査対象者登録リスト(Registered Testing Pool, RTP) へ登録された競技者(Registered Testing Pool Athlete, RTPA)には、競技会外検査に対応するために居場所情報を提出することが義務付けられている。居場所情報は、四半期ごと、世界ドーピング防止機構（WADA）によって制作されたWEBベースのシステム「ADAMS」で提出する。日本代表チームの合宿情報は、四半期分をJADAに提出する。

### 居場所情報義務違反
居場所情報未提出や検査未了が、12か月の間に3回累積すると、ドーピング防止規則違反となる可能性がある。
* 居場所情報未提出： 居場所情報を決められた期日までに提出していない、もしくは内容の更新を正確に行っていない場合。
* 検査未了： 競技者はAM5：00～PM23：00の間で必ず検査に対応できる（検査員と会うことができる）60分間を指定して提出することになっているが、競技者が指定した60分の時間枠において検査に対応することができなかった場合。2012年度から、ADAMSに電話番号を登録してある場合に限り、指定した60分枠の終了5分前に不在確認の電話が入ることになった。

## 検査
競技会時検査について述べる。
競技者へ検査対象となったことを通告し、検査室へ入るまで競技者と行動を共にする担当者は、シャペロン（Chaperone）と呼ばれ、特別な資格は必要ない。
競技会主催者側で検査が円滑に実施できるよう準備し、競技の進行を妨げず規定に則った検査が行われるよう調整し、検査室内の手続きが公正であった事を確認するため競技団体代表者が配置される。
ドーピング検査員（ドーピング・コントロール・オフィサー、Doping Control Officer; DCO）と採血専門員（Blood Collection Officer; BCO）は、JADAによる講習や実地訓練を受け、資格認定を受けている。

### 尿検査
シャペロンから検査対象であることの通告を受けた競技者（通常は、メダル獲得者など成績上位者に加えて、無作為に抽出された競技者）は準備をして検査室へ向かう。18歳未満の競技者にはコーチ等成人の付き添い1名が必要である。18歳以上の競技者でも付き添いを付けることができる。検査室には通告後速やかに向かうよう求められるが、クールダウン、表彰式、ミーティング、着替え等を優先することは可能であり、その間シャペロンがずっと付き添う（同性のシャペロンが担当する）。通告後も飲食物の摂取は可能であるが、自己責任であることを注意しなければならない。
検査室到着後、競技者はDCOから説明を受け、書類に7日以内に使用した薬とサプリメントを記入してから、複数の新品の採尿カップからひとつを選び、尿意が生じるのを待つ。待機中の一時退室は可能だがシャペロンが付き添う。
採尿可能になったら同性のDCOが見ている前で採尿する。採尿後、競技者は新品の複数のサンプルキットからひとつ選び、採尿カップの尿をサンプルキットのA・B二つの検体ボトルに自分自身で分け入れて封印する。検査に使用する尿検体は病院での尿検査と異なりそれなりの量が必要なため、所定の量の検体が得られるまで時間がかかることもある。いかなる理由でも検査未完了で帰宅するとドーピング違反となる。
検査室到着から封印まで（採尿時を除き）競技連盟代表者が検査プロセスに不公正がないことを確認するために立ち会っている。
尿は国内唯一のWADA公認ドーピング分析機関であるLSIメディエンスに送られ、分析される。A検体にドーピング違反の疑いがあった場合は競技者に通知され、競技者はB検体の検査を要求できる。さらにB検体も陽性だった場合には聴聞会等の手続きが開始される。

### 血液検査
医療従事者であるBCOが血液検体を採取する。その他の手順は尿検査の場合と同じである。

### アスリート生体パスポート（ABP）
競技者の血液データを長期間継続して記録を行いデータベース化し、通常値との比較で異常値を見つけ出す評価手法。

## 聴聞会
日本においては、日本ドーピング防止規程に基づいて、医師と法律家で構成される「日本ドーピング防止規律パネル」が聴聞会を開いて、ドーピング違反をした競技者の主張を聞き、判断をして競技者に課す制裁措置を決定する。

### 制裁措置
JADAに加盟する団体の競技者がドーピング違反をした場合は、日本ドーピング防止規程に基づいて制裁措置が課せられる。特定物質を含むドーピング違反であれば、競技者が「特定物質の使用が競技力向上を目的としたものではないことを証明」できれば制裁措置が軽減されることがある。JADAに加盟していない団体の競技者のドーピング違反は、その団体の独自の規程により処分内容が決定される。

### 不服申立て
JADAに加盟する団体の競技者が制裁措置の内容に不服がある場合には、日本スポーツ仲裁機構（JSAA）またはスポーツ仲裁裁判所（CAS）に制裁措置決定から21日以内に不服申立てを行い仲裁により解決をする。

## 日本におけるドーピング問題
日本におけるドーピング問題は、近年まであまり問題視されることはなかったが、同時に禁止薬物についての認識が薄いという問題もあった。1984年のロサンゼルスオリンピックでは、男子バレーボール選手の検体から禁止薬物の成分（興奮剤）が検出された。風邪薬として服用した漢方薬に禁止薬物の成分（興奮剤）が含まれていたことが原因であったが、この時はトレーナーが薬を手配し、本人にその認識が全くなかったことからトレーナーには処分が下されたが、選手本人は免除されている。
日本においては1985年の神戸ユニバーシアードが契機となり、国内に初のドーピング検査機関が設けられた（現在はLSIメディエンスが唯一検査業務を担っている）。ドーピング問題はこれまでの所、さほど深刻なものとなってはいないが、それでもドーピングで出場資格停止・競技成績抹消を課される選手が年間数例程度出ている。
国民体育大会（国体）（2024年からは国民スポーツ大会）を主催する日本スポーツ協会はJADA（後述）加盟団体の一つで、2003年の静岡国体から、ドーピング検査を実施している。アンチ・ドーピング 使用可能薬リスト を公開し、処方薬・市販薬のホワイトリストを例示している。

### 国内競技における規制・検査の進展
日本におけるスポーツ競技団体（プロ・アマチュア・プロアマ統括団体）の多くは2001年に設立された公益法人日本アンチ・ドーピング機構（JADA）に加盟し、国際オリンピック委員会（IOC）や世界アンチ・ドーピング機構（WADA）、各国の国内オリンピック委員会（NOC）等のドーピング・コントロール機関と連携しながら、競技会検査や競技会外検査の実施をしている。
しかしプロスポーツ団体である、日本野球機構（NPB）、日本ゴルフツアー機構、日本相撲協会、日本ボクシングコミッションはJADAに加盟していない。それぞれ独自にJADAとは異なる基準で対処しているため、JADA基準でもクリーンと言えるかどうか不明である。
アマチュア競技を統括する全日本野球協会、日本ゴルフ協会、日本相撲連盟、日本ボクシング連盟は、JADA加盟団体である。
産業技術総合研究所は2018年、「ドーピング検査標準研究ラボ」を設置した。2020年東京オリンピックに向けた検査体制強化の支援を求めたWADAの要請に対応した。ドーピング規制の進展で禁止薬物が数百種類にも増えているため、定量核磁気共鳴分光法などの分析・検出技術を高度化する。

### 日本野球機構(NPB)におけるドーピング問題
- NPBでは、2000年代に過去のドーピング問題が登場した。
  - 2009年、愛甲猛が自らの著書で中日ドラゴンズ時代にアナボリックステロイドを使用していたことを告白[21]。
  - 2000年代前半、清原和博や松坂大輔が疲労回復のためにニンニク注射を受けていることが、ドーピング問題とは異なる文脈でたびたび採り上げられた[22]。（注射の成分にかかわらず、世界アンチ・ドーピング機構（WADA）は正当な治療目的以外の静脈注射を禁じている）
  - 2005年5月、3年前までNPBに所属しておりマイナーリーグに所属中の養父鐵がドーピング検査で陽性を示して50試合の出場停止処分を科された。使用薬物は公表されなかった。
  - 2006年4月28日、マイナーリーグのAAA級ノーフォークに所属する入来祐作投手が薬物検査に引っ掛かり、50試合の出場停止処分を科された。使用薬物はステロイドホルモン。
  - 2007年12月13日、メジャーリーグベースボール（MLB）での筋肉増強剤使用の実態調査をしたミッチェル報告書が公開されたところ、アレックス・カブレラやジェフ・ウィリアムスら日本プロ野球に所属中および所属していた選手11人の名前もあったが、当時のNPBのコミッショナーである根來泰周はNPBの薬物対策に問題はないとし、報告書とは無関係の立場を取った[23]。
  - その他、2008年の夕刊フジの記事において、「不振のカブレラ＆松中、消えぬ“疑惑”」というタイトルで、「『日本でも2年前からドーピング検査が厳しくなったから…』との憶測が流れる」[24]という内容が書かれた。

以上のような経緯を受けて、2006年にNPBがシーズン中に啓蒙期間として罰則なしのドーピング検査を104人に実施したところ、その中に陽性事例があったことを長谷川一雄コミッショナー事務局長が発表（ただし悪質ではないと主張。氏名は公表せず）。
2007年以降、同機構は機構内にアンチ・ドーピングガイドを掲げ、独自の方針でドーピング検査を実施・公表している。違反者は、NPB医事委員会の報告の後にNPBアンチ・ドーピング調査裁定委員会で審議され、その結果により譴責・10試合以下の公式戦出場停止・1年以下の公式戦出場停止・無期限出場停止のいずれかが科される。これまでに、リッキー・ガトームソン（20日間出場停止）、ルイス・ゴンザレス（1年間出場停止）、ダニエル・リオス（1年間出場停止）、井端弘和（譴責）、ジャフェット・アマダー（6か月間出場停止）、ジョーイ・メネセス（1年間出場停止）、サビエル・バティスタ（6か月間出場停止）の7人が制裁を受けたほか、吉見一起が疲労回復目的で「ニンニク注射」と呼ばれる点滴を受けていたことが判明したが、NPBは「吉見選手に対する治療は医学的に正当な適応による治療行為の範疇に入る」として不問とした。

#### NPBにおけるドーピング検査の実態とMLBとの比較
NPBの実施方法として言われているのは、「指定した試合」でベンチ入りメンバーでくじ引きをして各チーム2人ずつの尿を試合後に関係者立会いの元で採取し、専門機関に分析させる方法である。もっとも、対象となる試合は年間25～30試合程度・100人程度であり、「例えクロの選手がいたとしても、検査対象に当たる可能性は極めて低い」とされている。元千葉ロッテマリーンズ捕手の里崎智也は、検査のくじがあたったのは引退するまで1度だったと述べている。2017年度シーズンから血液検査も実施される。それでも2022年9月時点では平良海馬が「野球選手はドーピングに引っ掛かるから風邪薬なんか簡単には飲めないんだよ」とYouTubeチャンネルの配信でリスナーからの「風邪薬は何を飲んでいるか?」との質問に対して回答している。
これに対して、MLBでは、メジャーリーグベースボールのドーピング問題が1990年代後半から2000年代前半にかけて問題視されたため、2004年から対策に乗り出した。2009年の1年間で3722人の検査を実施したとの報道がある。筋肉増強などの目的でステロイドに代わって普及したhGH（ヒト成長ホルモン）は従来の尿検査では検出が難しいとされてきたため、2013年1月10日、MLB機構と選手会がシーズン中でもhGHを摘発するための抜き打ちの血液検査を実施する事で同意し、現在は血液検査まで課されることになっている。

### その他アンチドーピング機構に加盟していないスポーツのドーピング対策
- 日本ゴルフツアー機構は、2009年から独自にドーピング検査を実施している。ドーピング検査で採取した検体は、世界アンチ・ドーピング機構（WADA）認定の検査機関に空輸で送り検査を受けている。
- 日本相撲協会は、監督官庁である文部科学省からの指導によりアンチ・ドーピング委員会を設置。2009年からドーピング検査実施の方向で進んでいたが[36]、2010年3月に大西祥平委員が亡くなってからはうやむやになって同委員会は機能していなかった[37][38]。2011年11月に隆の山俊太郎が体重を増やすために親方からインスリン注射をされていたことが判明したことを受け、文部科学省から再度指導がなされ2012年にドーピング防止委員会が設置されて講習会が開かれた[39]が、力士からは冷ややかな声が漏れていた[38]。結局、ドーピング検査は行われていない。
- 日本ボクシングコミッションは、これまで具体的なドーピング検査の報告がなく、また、ドーピング検査に関する規程、及び禁止物質検査機関などを公表していないため、ドーピング検査を実施しているかは不明。

### 他者からの薬物の混入によるドーピング違反（パラドーピング）
2018年1月9日、日本アンチ・ドーピング機構（JADA）は、国内で初めての「他者からの薬物の混入」によるドーピング違反発覚を発表した。このような行為をパラドーピングという。
2017年9月に開催されたカヌー・スプリント日本選手権（石川県小松市）で、鈴木康大がライバル選手をドーピング違反に陥れるため同大会で優勝した小松正治の飲み物に禁止薬物である筋肉増強剤メタンジエノンを混入させ、ドーピング検査で陽性となっていたことがわかった。同年12月13日付で、鈴木には約8年間の資格停止および日本カヌー連盟からの除名処分が決定した。小松の同大会での成績は抹消され、同年10月20日付で通知された暫定的資格処分は科さずに救済した。なお、鈴木はドーピングとまた別に、小松や実力が同程度の選手5～6人に対してGPS機器の窃盗やパドルの破壊などの妨害活動を行ったと自白した。
この報道を受け、元陸上選手の為末大がTwitterで「誰かから渡された飲み物は飲まないこと」「ペットボトルは必ず開けた時に音がするか確かめるよういわれた」とツイートしている。

### 処方された胃薬に混入していた薬物によるドーピング違反
2018年6月16日に開催された、レスリング全日本選抜選手権（東京駒沢体育館）で、男子グレコローマン77kg級準優勝の阪部創（自衛隊体育学校）から、競技会検査において実施されたドーピング検査で禁止物質（S5.利尿薬および隠ぺい薬）であるアセタゾラミドが検出された。その後B検体からも検出されたため、同大会を含めた暫定的資格停止期間の開始日である8月16日までに獲得したすべての個人成績が失効し、メダル・得点・褒章が剥奪された。
競技者が検査機関に持ち込んだ当該医薬品からアセタゾラミドが検出されたことから、競技者に過誤も過失もないことが認められ、暫定的資格停止は2019年2月22日に取り消され、資格停止は課されないこととなった。競技者は2019年6月の全日本選抜選手権で復帰戦に臨んだが、初戦で敗れた。
同年3月4日、沢井製薬は、胃炎・胃潰瘍治療剤「エカベトNa顆粒66.7%『サワイ』」にアセタゾラミドが混入した疑いがあるとして、自主回収すると発表した。同年4月22日、沢井製薬、原薬を販売した陽進堂が連名で提出した報告書をJADAが公開した。陽進堂の業務提携先で原薬製造元であるインドのNAKODA社の製造ラインで、生産設備を共有しているエカベトナトリウムにアセタゾラミドが残留し、最終製品までキャリーオーバーしたことが原因との調査結果を発表した。

### 国内のアンチ・ドーピング規則違反決定
国内のアンチ・ドーピング規則違反決定は、JADAが一般開示している。
2018年度
1. 自転車 - メタンジエノン、クロミフェン - 競技成績の失効、資格停止4年間
2. レスリング - アセタゾラミド - 競技成績の失効
3. 自転車 - ビランテロール - 競技成績の失効、資格停止6か月間
4. ボディビル - クロミフェン - 競技成績の失効、資格停止2年間
5. 陸上 - クロミフェン - 競技成績の失効、資格停止2年間
6. パワーリフティング - メテノロン、ボルデノン、クロミフェン - 競技成績の失効、資格停止4年間

2017年度
1. 水泳 - 1,3-ジメチルブチルアミン - 競技成績の失効、資格停止7カ月間
2. カヌー - メタンジエノン - 競技成績の失効
3. レスリング - クレンブテロール、メチルエフェドリン - 競技成績の失効、資格停止1件8か月間
4. カヌー - 禁止物質の投与 - 競技成績の失効、資格停止8年間
5. 陸上 - メテノロン - 競技成績の失効、資格停止1件3か月間
6. フェンシング - プレドニゾロン、プレドニゾン - 競技成績の失効、資格停止1件3か月間

2016年度
1. ボディビル - ドロスタノロン、クレンブテロール - 競技成績の失効、資格停止3年9か月間
2. ボディビル - メタンジエノン - 競技成績の失効、、資格停止4年間
3. ボディビル - 1-テストステロン、1-アンドロステンジオン - 競技成績の失効、資格停止4年間
4. サッカー - メチルヘキサンアミン - 競技成績の失効、譴責のみ
5. 自転車 - 1-テストステロン、1-アンドロステンジオン - 競技成績の失効、資格停止4か月間

## IOCにおけるドーピングへの対応
IOCは以下のようなブラックリストを作成している。
第1種ブラックリスト
次のような行為を犯したものに対しては記録およびメダル等を剥奪し、IOCの第1種ブラックリストに登録され、登録された選手および関係者は永久追放処分とし、理由を問わず生涯除外されない。
- ドーピング検査を組織的に不正操作もしくは替え玉行為またはそれらの疑惑が発覚し、再検査を拒否し続けた場合（開催国からの国外逃亡も含む）。
- 意図的に組織ぐるみで行われていたと確証があった場合。
- 過去にドーピングの前科があり、常習犯と認定された場合。
- その他IOCの審査により第1種ブラックリストに登録した方が適切だと認定された場合。

第2種ブラックリスト
IOCの第2種ブラックリストの登録はドーピング検査で陽性反応または検査拒否を犯したものに対しては記録およびメダル等を剥奪し、IOCの第1種ブラックリストの対象外であることを条件に、登録された選手および関係者は無期限の出場停止、期限付きの出場停止、各国の立法によっては懲役刑または罰金刑、追加処分保留などがあり、処分完了後は除外される。但し懲役刑または罰金刑に関してはIOCの審査により第2種ブラックリストに登録される可能性がある。

## ドーピングの法的問題
覚醒剤などの違法薬物の使用や、医師等の処方が必要な管理薬物の不正入手などによる場合は当然違法であり、薬物の種類によっては単純な所持だけでも厳罰になることもある。一方で一般に医師などにより処方された薬物を自分自身に投与することは、たとえそれが本来の目的外の使用であり、結果として健康に良くない行為であったとしても個人の自由の範疇にある限り、違法性を問うことは難しい（愚行権）。
ところが現実には、プロスポーツやオリンピックなどの公的大会では、選手が自己の意思により正当な手続きを経たものであったとしても、ドーピングはその行為をもって大会参加や入賞資格の剥奪理由とされ、あるいは解雇の対象とされる。この場合、他者危害の原則（他人に危害を加えない限り自己のことは自己で決定する権利を持つ）を逸脱した（かのように見える）ドーピング規制が現実の財産権の侵害（解雇など）や名誉の毀損（タイトル剥奪など）をもたらすことになり、ドーピング規制の倫理的・法的根拠が問題となる。
倫理学者の加藤尚武は、3つの面からドーピング規制を説明する。
1. 競技ルールの点で、ドーピング自身は自己危害の範疇であり、その使用が法律上禁止されていなくても、スポーツのルールとして禁止することを妨げるものではない。
2. 選手の健康を現実に損なうことである。
3. ドーピングは社会悪であり、個人の自由と権利を損なうことである。勝利と名誉のために副作用を受けても良いという選手がいたとしても、それは近代社会が保障しようとする自由や権利を逸脱している。ドーピングしないで真面目に練習に励み、競技に挑んでいる他の選手の正当な自由と権利を踏みにじり、規則を破ってまで求めようとする身勝手な「自由」と「権利」は受け入れられるものではなく、否定し排除されるべきものである。特に第三点については「みなドーピングを使えば良い」「ドーピング使用者と不使用者を区別すればよい」というドーピング容認論がありえるとし、そのうえで第一・第二の危険性を考慮したうえでも「使ったもの勝ち」の不公平が重大であり「正直者が損をする」ことがないように倫理命法として「ドーピングの禁止を徹底することによって正直者が損をする不公正を防ぐべきだ」は正当性をもつとする。

## ドーピングに刑事罰を課す国
- 本項は、森本陽美,「ドーピング規則違反と「厳格責任」原則について」 明治大学法律研究所 『法律論叢』 第83巻2011.2）[55]から各国法制について解説する目的で引用・起筆している。世界的にドーピング違反を刑罰の対象とする国は少数であるが、詐欺罪などの形で何らかの刑事罰を課す国は増加している。第94回オリンピック委員会では各国政府にドーピングのための特別法の制定と適用を求めている。
- ドイツでは2007年に「スポーツにおけるドーピングの防止を改善するための法律」が制定され、禁止薬物を所持した場合3年以下の自由刑または罰金、特に重大な場合は1年以上10年以下の自由刑に処せられる。
- オーストラリア（ビクトリア州、クイーンズランド州、ニューサウスウェールズ州）では、ドーピングにより何らかの利益を得た場合は詐欺罪として最高10年から15年の自由刑が課せられる。
- イタリアでは反ドーピング法9条により、禁止薬物を使用した選手は3か月以上3年以下の禁錮刑と2500以上5000ユーロ以下の罰金刑、禁止薬物を提供した者には2年以上6年以下の禁錮刑と5000以上7500ユーロ以下の罰金が課される。スポーツ団体にも制裁が課される。
- フランスでは1965年にドーピングを刑事罰の対象としたが2006年に行政罰を厳格化し、禁止薬物を選手に与えた場合最高5年の禁錮刑と75000ユーロの罰金、禁止薬物を摂取した選手がドーピング検査を拒否したりフランスアンチドーピング機構の判断に服さない場合最高6か月の禁錮刑と7500ユーロの罰金が課される。選手がドーピングにより何らかの利益を得た場合は詐欺罪とし5年以上10年以下の禁錮刑と375000ユーロの罰金が課される。管轄は国家憲兵隊であり、ツール・ド・フランスでは群衆管理や選手の先導と共にドーピングの取り締まりを行っている。
- オーストリアでは2010年より禁止薬物の使用を詐欺罪とし、10年以下の禁錮刑とした。スペインでは2009年より6か月以上2年以下の禁錮刑とした。スウェーデンでは1991年より最高4年の禁錮刑とした。ギリシャでは最高2年の禁錮刑が課される。
- アメリカでは2004年にアナボリックステロイド禁止法が制定され、ドーピング使用が違法化された[56]。禁止薬物の処方箋なしでの販売について最高懲役5年または1万5千ドルの罰金または2年間の保護観察処分が課される。再犯は懲役10年、3万ドルの罰金、4年間の保護観察処分が課される。

## 統計データ

### 2014年にWADAが実施したドーピング検査データ
以下、WADAのレポート『2014 Anti‐Doping Testing Figures Sport Report』より
＊ATF： Atypical Findingの略。異常な分析結果といわれる陽性反応。（ドーピング違反）
＊AAF： Adverse Analytical Findingsの略。違反が疑われる分析結果といわれる陽性反応。（ドーピング違反）
| 尿検査     | 尿検査     | 尿検査     | 尿検査     | 尿検査     | 尿検査     | 血液検査   | 血液検査   | 血液検査   | 血液検査   | 血液検査   | 血液検査   |
| 競技時検査 | 競技時検査 | 競技時検査 | 競技外検査 | 競技外検査 | 競技外検査 | 競技時検査 | 競技時検査 | 競技時検査 | 競技外検査 | 競技外検査 | 競技外検査 |
| 分析検体数 | ATF        | AAF        | 分析検体数 | ATF        | AAF        | 分析検体数 | ATF        | AAF        | 分析検体数 | ATF        | AAF        |
| ---------- | ---------- | ---------- | ---------- | ---------- | ---------- | ---------- | ---------- | ---------- | ---------- | ---------- | ---------- |
| 99,130     | 260        | 1,073      | 61,739     | 111        | 247        | 2,250      | 0          | 2          | 5,375      | 1          | 4          |

| 尿検査     | 尿検査     | 尿検査     | 尿検査     | 尿検査     | 尿検査     | 血液検査   | 血液検査   | 血液検査   | 血液検査   | 血液検査   | 血液検査   |
| 競技時検査 | 競技時検査 | 競技時検査 | 競技外検査 | 競技外検査 | 競技外検査 | 競技時検査 | 競技時検査 | 競技時検査 | 競技外検査 | 競技外検査 | 競技外検査 |
| 分析検体数 | ATF        | AAF        | 分析検体数 | ATF        | AAF        | 分析検体数 | ATF        | AAF        | 分析検体数 | ATF        | AAF        |
| ---------- | ---------- | ---------- | ---------- | ---------- | ---------- | ---------- | ---------- | ---------- | ---------- | ---------- | ---------- |
| 11,004     | 0          | 47         | 11,560     | 0          | 9          | 680        | 0          | 2          | 796        | 0          | 2          |

| 血液検査   | 血液検査   | 血液検査   | 血液検査   | 血液検査   | 血液検査   | 血液検査   | 血液検査   | 血液検査   | 血液検査   | 血液検査   | 血液検査   |
| hGH検査    | hGH検査    | hGH検査    | hGH検査    | HBOCs検査  | HBOCs検査  | HBOCs検査  | HBOCs検査  | HBT検査    | HBT検査    | HBT検査    | HBT検査    |
| 競技時検査 | 競技時検査 | 競技外検査 | 競技外検査 | 競技時検査 | 競技時検査 | 競技外検査 | 競技外検査 | 競技時検査 | 競技時検査 | 競技外検査 | 競技外検査 |
| 分析検体数 | AAF        | 分析検体数 | AAF        | 分析検体数 | AAF        | 分析検体数 | AAF        | 分析検体数 | AAF        | 分析検体数 | AAF        |
| ---------- | ---------- | ---------- | ---------- | ---------- | ---------- | ---------- | ---------- | ---------- | ---------- | ---------- | ---------- |
| 903        | 0          | 3,565      | 1          | 422        | 0          | 1,335      | 0          | 270        | 0          | 600        | 0          |

| 競技時検査 | 競技時検査 | 競技外検査 | 競技外検査 |
| 分析検体数 | AAF        | 分析検体数 | AAF        |
| ---------- | ---------- | ---------- | ---------- |
| 2,045      | 71         | 1,627      | 21         |

### 禁止物質のデータ
以下、WADAのレポート『2014 Anti‐Doping Testing Figures Sport Report』より
| 禁止物質、禁止方法                          | 陽性反応検出数 | 割合 |
| ------------------------------------------- | -------------- | ---- |
| S1.蛋白同化薬                               | 1479           | 48%  |
| S6.興奮薬                                   | 474            | 15%  |
| S5.利尿薬および他の隠蔽薬                   | 389            | 13%  |
| S9.糖質コルチコイド                         | 252            | 8%   |
| S4.ホルモン調節薬および代謝調節薬           | 145            | 5%   |
| S3.ベータ2 作用薬                           | 122            | 4%   |
| S2.ペプチドホルモン、成長因子および関連物質 | 91             | 3%   |
| S8.カンナビノイド                           | 73             | 2%   |
| S7.麻薬                                     | 26             | 0.8% |
| P2.ベータ遮断薬                             | 25             | 0.8% |
| M2.化学的および物理的操作                   | 3              | 0.1% |
| P1.アルコール                               | 0              | 0%   |
| M1.血液および血液成分の操作                 | 0              | 0.0% |

陽性反応が検出された回数が多い禁止物質の主な内訳（物質名、陽性反応検出数）
- S1.蛋白同化薬
  - クレンブテロール、251件
  - スタノゾロール、239件
  - 19-ノランドロステロン、195件
  - メタンジエノン、123件
  - ドロスタノロン、81件
  - dehydrochloromethylテストステロン、76件
- S6.興奮薬
  - メチルヘキサンアミン、76件
  - メチルフェニデート、71件
  - アンフェタミン、70件
  - コカイン、46件
- S5.利尿薬および他の隠蔽薬
  - フロセミド、128件
  - ヒドロクロロチアジド、120件
- S9.糖質コルチコイド
  - ブデソニド、74件
  - プレドニゾロン、56件
- S4.ホルモン調節薬および代謝調節薬
  - タモキシフェン、42件
  - クロミフェン、33件
- S3.ベータ2 作用薬
  - テルブタリン、93件

### アスリート生体パスポート（ABP）のデータ
以下、WADAのレポート『2014 Anti‐Doping Testing Figures Sport Report』より
| 2009年 | 2010年 | 2011年 | 2012年 | 2013年 | 2014年 |
| ------ | ------ | ------ | ------ | ------ | ------ |
| 6,082  | 6,610  | 10,795 | 18,223 | 23,877 | 22,849 |

## 主なドーピング疑惑
スポーツと薬物との関わりは紀元前からのものである。古代オリンピックにもあぶった牛の骨髄のエキスを飲む、コカの葉を噛むなど、天然由来の薬物を摂取した選手たちの記録が残っている。ロシアについてはロシアにおけるドーピングも参照のこと。

### 1800年代
- 近代スポーツ史上初めて報告されたドーピングの事例は、1865年にアムステルダムの運河水泳におけるオランダの競泳選手による覚醒剤の使用である。
- 1886年ボルドー-パリ間の600km自転車レースでイギリスの選手がオーナーから投与のトリメチルの過剰摂取により死亡、近代スポーツ初の死者となった。その他にも19世紀後半にはヨーロッパの自転車選手が痛みや疲労の抑制のためにカフェインやエーテル付き砂糖といった薬物を使用していた。

### 1900年代前半
- 1904年セントルイスオリンピックのマラソンではアメリカのトーマス・ヒックスが優勝し、ゴール後そのまま倒れた。数時間かけて介抱され意識が戻ったが、ヒックスは疲労防止のために興奮剤入りのブランデーを飲んでいた。ただし、当時はルール違反ではなかったため現在も公式の金メダリストとされている。

### 1900年代後半
- 1960年ローマオリンピックにおいては自転車のロードレース競技でデンマークのヌット・エネマルク・イェンセンが急死する事件が発生。調査の結果、興奮剤を服用していたことが判明する。
- 1967年、ツール・ド・フランスに参戦中のトム・シンプソン（イギリスナショナルチーム）がモン・ヴァントゥ直前で倒れて急死。体内からアンフェタミン、利尿剤、アルコールなどが検出され、限界を超えた走りをしたためと確認された。
- 1972年、ミュンヘンオリンピック・競泳でリック・デモント（アメリカ）が400m自由形に出場し優勝したものの、検査でエフェドリンが検出されてメダル剥奪となった（ドーピング検査による金メダル剥奪の第1号選手）。デモントは喘息の持病があり、チームドクターらが「エフェドリンは喘息治療上欠かせない薬物であり、競技における不正の意図はない」と訴えたが、IOCはこれを退けた（医療目的の薬物を使用したことによる、初のドーピング）。
- 1976年オリンピックのモントリオール大会で東ドイツは総メダル90個、内金メダル40個とソ連に次ぐ2位となった。とくに一部女性選手の外見や低い声から男性ホルモンの投与が疑われた。後に競泳選手のコルネリア・エンダーはコーチからビタミン剤と聞かされてステロイドを服用させられていたことを明らかにした。東ドイツ政府ぐるみの組織的なドーピングと高度な隠蔽技術が行使されていた[60]。
- 1976年のインスブルックオリンピックの70m級ジャンプで金メダルを獲得したハンス＝ゲオルク・アッシェンバッハが、1988年の西ドイツ亡命後、テストステロンとプロビオナートを五輪当時服用していたこと、1983年以降はチームドクターとしてナショナルチームやジュニアチームに服用させていたことを証言した。
- 80年代、東ドイツのアンドレアス・クリーガーはハイディ・クリーガーの名で砲丸投げの女子選手として欧州選手権に出ていたが、筋肉増強剤をそうとは知らされずに渡され飲んでいた。身体が男性化し、生活のためと性指向に違和感を感じたことで、のちに性別適合手術を受けた。性指向への影響は専門家によれば可能性はあるとされたが明確ではない。[61]
- 1988年ソウルオリンピック100mで当時の世界新記録を出したベン・ジョンソンがドーピング禁止薬物の検出により失格となり世界中に衝撃を与えた。
- 陸上女子におけるフローレンス・ジョイナー、マリタ・コッホ、中国の馬軍団（王軍霞ら）などの当時と比べ飛躍的に技術が進歩した現代であっても、肉薄することすらできない驚異的な世界記録はドーピングによるものではないかという疑惑は現在でもつきまとっている（ただし再検証は困難であるため、記録は抹消されていない）。
- 1980年代の旧ソ連や東ドイツなどの東側諸国において「ドーピングが国家レベルで組織的に行われていた」とする証言が多数存在している[注釈 7]。その残滓とも思われる世界記録は今でも多く破られずに残っている。

- 元MLBのケン・カミニティが自己最高の打率.326・本塁打40・打点130を記録し、MVPも受賞した1996年にステロイドを使用していた事を現役引退後に告白した。筋肉が過剰に強くなったためにその後は靭帯や腱などの関節部分を相次いで故障し、引退後も男性ホルモンの分泌が極端に少なくなる等の後遺症に苦しめられ、躁うつ状態にもなった。また、「少なくとも半数の選手はステロイドを使用している」と発言した[62]。

- 1998年、ツール・ド・フランスで後にフェスティナ事件と称される出場21チーム中5チームから不起訴処分や体調面の問題で告訴取り下げとなった者も含めて最終的には10名以上が告訴されることとなる大規模なドーピングスキャンダルが発覚した。

ここで問題となったのはEPO（エリスロポイエチン）を使用したドーピングだったが、当時の技術では外部から摂取した合成EPOと体内で自然に生成されたものとを区別することができなかったことから禁止物質には指定されていなかった。その為、「そもそも　(ルール上の) ドーピングとして取り締まることは可能か」という点で選手側と主催者側とで対立が深まり、チームによる途中棄権（本件の発端となり主催者によって除外されたフェスティナに加え、チーム方針として6チームが棄権した）や全選手によるレース放棄が行われた。
2001年までにフェスティナのライダーとして出走した9名全員がEPOを使用したことを認め　(但しこの当時は科学的証拠は何も無く、選手による自白のみだったが後年、技術の進歩で科学的にドーピングが証明された。)、選手個人ではなくチーム主導による組織的なドーピングがあったことを具体的に示す事例となった。
また、ドーピング検査は行われていたものの現実に則していないものだったことが浮き彫りとなった。
本事件はそれまでのIOCや各競技団体が独自に主導して行ってきたドーピング検査を第三者機関が独立して行う必要があるという機運を高めることとなった。そして翌年の1999年にWADAが発足した。
- 1998年長野オリンピックのスノーボードの試合で金メダルを獲得したロス・レバグリアティ (en:Ross Rebagliati)がドーピング検査の結果大麻の陽性反応が出たため、メダルが剥奪されかける騒ぎがあった。ただし、オリンピックの時点では、既に大麻を吸っていなかったことなどから、最終的に処分は取り消されている。

### 2000年代
- 2003年10月、アメリカの栄養補助食品会社であるバルコ（BALCO）社がスポーツ選手に禁止薬物を提供していたとされるバルコ・スキャンダルが発覚し、同年12月の連邦大陪審でMLBのニューヨーク・ヤンキースに所属するジェイソン・ジアンビがステロイドの使用を認める発言をしていた事がのちに明らかになり、MLBにおけるドーピング検査が強化されるきっかけとなった。ステロイドの使用を否定した陸上女子のマリオン・ジョーンズは偽証罪で訴追された。ジョーンズは2007年12月13日にシドニーオリンピックの陸上競技で獲得した3つの金に2つの銀メダルを全て剥奪され[63]、2008年1月12日に禁錮6か月の判決を受けた[64]。同じくステロイドの使用を否定して偽証罪で起訴された元MLBのバリー・ボンズは専属トレーナーのグレッグ・アンダーソンが証言の拒否を続けた事もあり、2011年4月13日に司法妨害のみ有罪とする評決を言い渡された[65]。同年12月15日に2年間の保護観察処分と30日間の自宅謹慎が言い渡された[66]。
- 2004年アテネオリンピックでも、24人がドーピングを行っていたとされる。その中には出場辞退したギリシャの2選手、ハンマー投で渦中のアドリアン・アヌシュ（ハンガリー）、砲丸投のイリーナ・コルジャネンコ（ロシア）なども含まれている。
- 2005年2月に元MLB（メジャーリーグベースボール）のホセ・カンセコが暴露本 『禁断の肉体改造』を出版して、MLB選手の85%がステロイドを使用している、もしくは使用した事があると述べ、元チームメイトのジェイソン・ジアンビ、マーク・マグワイア、ラファエル・パルメイロ、イバン・ロドリゲス、フアン・ゴンザレスがステロイドを使用しているところを目撃した事があると実名で挙げた。パルメイロは同年3月17日から開かれたアメリカ議会下院公聴会で自身の薬物使用を否定した一方で、マグワイアは自身の使用に関する質問に対する返答には実質的に黙秘権を行使した。なお、パルメイロは同年8月1日にドーピング検査で違反が発覚し、10日間の出場停止処分を受けた後、8月30日を最後に現役を引退した。また、マグワイアは古巣セントルイス・カージナルスの打撃コーチ就任に際し、2010年1月11日に放送された特別番組でサミー・ソーサとシーズン最多本塁打記録争いを繰り広げた1998年シーズンを含めてステロイドを使用していた事を認め、謝罪した[67]。
- 2005年12月13日、スポーツ仲裁裁判所（CAS、Court of Arbitration for Sport）は陸上男子100メートルで米の元世界記録保持者ティム・モンゴメリ(30)に対し、2005年6月から2年間の資格停止とすると発表した。併せて、2001年3月以降の成績は全て抹消されることになり、2002年9月にマークした9秒78の世界記録（当時）も無効になった。
- 2006年2月9日、フランスの競馬統括機関であるシュヴァルフランセが、同年1月29日に行われた同国最大の競馬の競走、アメリカ賞に出走し1位に入線したフランス所属のジャグドベルウから禁止薬物のトルフェナム酸が検出されたと発表。調査の結果として競走馬関係者の故意でも過失でもなかったことが判明したが（飼料の製造中の事故による混入だった）、規程により失格となった（正確にはドーピングではない）。同事件はフランスやスウェーデンなどで大きく報じられた（詳細は JAIR海外競馬速報 を参照）。
- 2006年3月17日、国際野球連盟（IBAF）は、国別対抗戦「ワールド・ベースボール・クラシック（WBC）」で準決勝に進出した韓国代表の朴明桓投手にドーピング検査で陽性反応が出たと発表した。WBC初めての違反者となった朴明桓は、登録枠30人から除外されることになった。
- 2006年5月、オペラシオン・プエルトにより、自転車ロードレースで大規模なドーピング事件が発覚。この事件によりヤン・ウルリッヒが引退に追い込まれ、イヴァン・バッソらが長期出場停止となるなど多くの選手に影響が及んだ。
- サイクルロードレースのドーピングスキャンダルは2007年も続き、同年のツール・ド・フランス出場中のミカエル・ラスムッセンに複数回のドーピング検査の為の所在地報告義務違反があったことからデンマーク車連よりナショナルチームからの追放処分 (世界選手権及び五輪への出場権の喪失) を受けた。処分が発表された日のステージで勝利し、総合順位も1位だったが所属チームからは解雇され、UCIからは2年間の出場停止処分を受けるなど、ロードレース界におけるドーピング問題の根の深さが明らかになった。
- 2006年10月19日、フランスの競馬統括機関であるフランスギャロは同年10月1日にフランスのロンシャン競馬場にて行われた競馬の第85回凱旋門賞において、3着に入線した競走馬ディープインパクトの馬体から禁止薬物であるイプラトロピウムが検出されたと発表した、その後フランスギャロは同年11月16日に同馬に失格の裁定を下した。しかし、レース当時、日本の法律上ではこの薬物は禁止薬物には指定されておらず、海外でもアメリカやイギリス、アイルランドでも指定されていなかった（後に指定された）ため、フランスが厳しかったのではとの意見もある。
- 2007年5月8日、Jリーグの川崎フロンターレに所属する我那覇和樹選手が静脈注射を行い、Jリーグドーピング委員会が我那覇の健康状態に対し、当該静脈注射が緊急かつ合理的な医療行為とは認められないものであり、ドーピング禁止規定に抵触することから、6試合の出場停止処分を科した。しかし、実際は点滴にビタミンB1を追加していただけであり（疲労回復目的のいわゆるニンニク注射とも異なり、医療目的の範囲で投与されたに過ぎなかった）、全てのJクラブのチームドクターから連盟に質問状を出される事態となった。その後、CASで我那覇の無罪は認められたが、我那覇は潔白を証明する為に大きな精神的負担・経済的負担を余儀なくされた。
- 2007年8月10日、NPBの福岡ソフトバンクホークスに所属するリック・ガトームソンがドーピング（薬物使用）検査で陽性反応を示したため、この日から20日間の出場停止処分と、ソフトバンク球団に制裁金750万円を科した。日本のプロ野球でドーピング違反が発覚したのは初めて。原因は約2年前から服用している発毛剤に禁止薬物である「フィナステリド」が含まれていたものであり、2007年2月のキャンプで服用していることを球団側に伝えていたため、本人への処分は比較的軽くなり、球団側への処分は重くなった（なお、フィナステリドについては2009年より禁止薬物から除外されている）。
- 2007年12月13日、2006年3月にMLBのバド・セリグコミッショナーから選手のドーピングに関する調査責任者の就任任命を受け調査を進めていた、ジョージ・J・ミッチェル元上院議員によるミッチェル報告書が発表され、その中でロジャー・クレメンス、バリー・ボンズ、ゲイリー・シェフィールド、ミゲル・テハダ、エリック・ガニエといった有名選手の疑惑が取り上げられた。
- 2008年5月26日、NPBの読売ジャイアンツに所属するルイス・ゴンザレスが同年4月30日の対広島東洋カープ戦終了後に行われたドーピング（薬物使用）検査で禁止薬物の一つである「グリーニー」（興奮剤でクロベンゾレックス製剤。体内でアンフェタミンやパラヒドロキシアンフェタミンを生成する。名は緑色の錠剤であることにちなむ）が検出されたため、5月26日から一年間の出場停止処分が科され、これを受けて巨人はゴンザレスを解雇処分とした。ゴンザレスの働きでチームの勝利につながった試合もあったため、球界全体を揺るがす騒動になった。なお、日本のプロ野球においてドーピングにより解雇処分となったのはこれが初めてとなる。
- 2008年のツール・ド・フランスではこの年からヨーロッパで使用が可能になったCERAによるドーピングが期間中、期間後共に多数発覚した。その結果、下記の6名がCERAによるドーピングの陽性となり、そこには総合3位と山岳賞及び全21ステージ中5ステージの勝者が含まれていた。
  - 総合3位・山岳賞　ベルンハルト・コール
  - 第6・9ステージ優勝　リカルド・リッコ
  - 第10ステージ優勝　レオナルド・ピエポリ
  - 第4・20ステージ優勝　シュテファン・シューマッハー
  - 他にモイセス・ドゥエニャスとマヌエル・ベルトランがCERAによる陽性となった。

大会期間中にリッコが陽性となったサウニエル・ドゥバル=スコットはチームの大会からの撤退及びリッコのドーピングが確定するまでの間の全てのレース活動の停止を決定した。その間にメインスポンサーのサウニエル・ドゥバルはスポンサーからの撤退を表明した。後にドーピングが確定したリッコは大会後に陽性が判明したピエポリと共に解雇された。
モイセス・ドゥエニャスが陽性となったバルロワールドはドゥエニャスを解雇し、バルロワールドも大会終了後にスポンサーから撤退した。
尚、後に陽性者全員の成績は剥奪された。
- 2009年2月7日に『スポーツ・イラストレイテッド』誌の報道により、2003年のドーピング検査で104人のMLB選手が陽性反応を示していた事が明らかになった。ニューヨーク・ヤンキースに所属するアレックス・ロドリゲスも含まれ、テストステロンとプリモボランの陽性反応を示していたと報じた。9日にESPNのインタビューに応じ、テキサス・レンジャーズ時代にステロイドを使用していた事を認めて謝罪した[68]。
- MLBのヒューストン・アストロズに所属するミゲル・テハダはアメリカ議会下院公聴会でhGHを購入していた事を認めたが、使用は否定したために2009年2月10日に偽証罪で起訴され、翌11日には虚偽の証言をした事を認めた[69]。3月26日に1年間の保護観察処分と5000ドル（約50万円）の罰金と100時間の社会奉仕活動を言い渡された[70]。
- 2009年10月22日、NPBの中日ドラゴンズに所属する吉見一起に対し、日本プロ野球組織医事委員会が反ドーピング規定に抵触する可能性があるとして、東京都内で本人に事実確認をし、23日に球団にカルテなどの資料の提出を求め、詳細に検討する意向を示した。これは『中日新聞』が同年10月22日付で、吉見がインタビューに応じる形で「今年7月途中から、登板前後にナゴヤドーム内の医務室で30分程度の時間をかけ、点滴を受けていた。」と答えた『吉見 決戦に備えニンニク注射』という記事を掲載したことによるものであり、即日NPB側が事実確認に乗り出したものである[71]。この一件はクライマックスシリーズ直前の、しかもWBCにおける原辰徳監督と落合博満監督の因縁の対決ともあり、マスコミは大々的に報道した。その後、同席した球団代表が「問題ないと思っている。正当な医療行為だと証明する。」と発表。24日、NPB側が調査の結果、「医学的に正当な治療行為の範ちゅうにある。複数回行われていたが、日常的に行われていたわけではない」と違反はなかったとの判断を示した[72]。
- MLBのタンパベイ・レイズに所属するマニー・ラミレスは2009年5月7日にドーピング検査でステロイドの副作用を消す禁止薬物のヒト絨毛性ゴナドトロピン（hCG）の陽性反応を示したとして、50試合の出場停止処分を科された[73]。2011年4月8日に2度目のドーピング違反が発覚し、100試合出場停止処分を受け入れる事を拒否して現役引退を表明した[74]。

元トレーナーのブライアン・マクナミーの告発により、ミッチェル報告書でリストに記載されたものの、アメリカ議会下院公聴会でステロイドやhGHの摂取を完全否定した元MLBのロジャー・クレメンスはマクナミーとの証言の食い違いから偽証を疑われて起訴された。検察側が偽証を立証する事が出来ず、2012年6月18日に偽証罪や虚偽の陳述及び公聴会の妨害等、6つの罪状全てで無罪となった。

### 2010年代
- 2010年7月に開催されたツール・ド・フランスで総合優勝したアルベルト・コンタドールがツール期間中に行ったドーピング検査で陽性となった。

しかし、WADAがドーピングと認定する量の400分の1だった　(UCIの基準では当該物質が確認された時点で陽性) ことからコンタドール側は「食物がその物質に汚染された為である」とし、所属するスペイン車連は主張を認めて不問に付した。
これに対しスペイン車連が所属するUCIが処分の見直しを求めてスペイン車連を相手にスポーツ仲裁裁判所に告訴した。
3年に亘る係争の末、「WADAの基準で見ても競技成績に影響はなかった可能性が高く、微量の禁止物質を摂取する理由がないといえる為、コンタドール側の主張が正しいであろう｣とした。しかし、「コンタドール側の主張する汚染源　(スペイン産の肉) からである可能性は低く、汚染源はサプリメント類であると考える方が合理的であろう。」「しかし、それを証明することができない以上、処分軽減の対象外であるのでUCIの決定を尊重する｣とした。
そのため、2010年7月からの2年間の成績剥奪が確定した。剥奪されたものには2010年ツール総合優勝、2011年ジロ・デ・イタリア総合優勝とポイント賞などのビッグタイトルが含まれている。
先述の状況から、後述のランス・アームストロングなどの時とは異なり　(発覚以前から疑いの目で見られることが多い)、発覚時から現在に至るまで「コンタドールはドーピングをしていない。」「ただそれを証明できなかっただけだ」とする見方が大勢である。
- 2012年8月24日、自転車プロロードレース選手のランス・アームストロングは全米反ドーピング機関（英語版）(USADA)により、ツール・ド・フランスの7連覇を含む1998年8月1日以降の全タイトルの剥奪とトライアスロンをも含む自転車競技からの永久追放の処分を科された。10月10日にはUSADAがドーピングの調査報告書を公表した。これを受け、国際自転車競技連合 (UCI)は10月22日、スポーツ仲裁裁判所(CAS)には上訴せず、USADAの裁定を受け入れる事を発表[77]、1998年8月1日以降の全タイトルの剥奪が確定した。

- 2013年1月29日に米国フロリダ州にある小さなアンチエイジング専門のバイオジェネシス・クリニックの経営者トニー・ボッシュが医師免許資格を持たずにhGH等の禁止薬物を野球選手に販売していたとされるバイオジェネシス・スキャンダルが発覚した。7月22日にMLBのライアン・ブラウンに65試合、8月5日にアレックス・ロドリゲスに211試合とその他12人の選手に50試合の出場停止処分が下った[78]。
- 2013年7月24日にフランス議会上院のドーピング調査委員会は1998年のツール・ド・フランスで採取した血液サンプルの再調査の結果を公表した。総合優勝のマルコ・パンターニや総合2位のヤン・ウルリッヒ、ポイント賞のエリック・ツァベルら18名がエリスロポエチン（EPO）を使用していたことが判明し、更に総合3位のボビー・ジュリックら12名が疑わしい数値であったことが明らかになった[79]。

尚、1998年当時、EPOは体内で自然に生成されたものと外部から摂取したものとを判別することが技術的に不可能であった為に禁止物質では無かった。その為、実際にドーピングが行われていたことは証明されたが、当時のルール上はドーピング扱いではないとして成績の剥奪処分などは行われなかった。
- 2016年3月7日、ロシアのテニス選手マリア・シャラポワが会見を開き、同年1月の全豪オープンでのドーピング検査の検体から、禁止薬物メルドニウムの陽性反応が検出されたことを発表した[80][81]。偶然にも同時期に、同国フィギュアスケートのアイスダンスのエカテリーナ・ボブロワも同じ薬物での違反が発表されている[80]。メルドニウムは同年1月からWADAの禁止リストに入っていた。同年6月8日、1月26日にさかのぼって2年間の選手資格停止処分となったが異議申し立てが叶い、期間は15か月となったため、2017年全仏オープンからの復帰が可能となった。しかし主催するフランス・テニス連盟は2017年5月16日、主催者推薦枠の選手枠を発表したがシャラポワは含まれず、世界ランキング211位で獲得ポイントも足りないため、出場は叶わなかった[82]。

- 2016年リオデジャネイロオリンピックで、当初は387人と発表されていたロシア連邦選手団のうち100人以上がドーピング疑惑で出場禁止に[83]。
- 2019年12月9日、世界反ドーピング機構（WADA）はロシアに対し、ドーピングに関する規定を順守しなかったことを理由に、今後4年間にわたり主要なスポーツの国際大会への参加を禁止すると全会一致で決定した[84]。2020年東京オリンピック・パラリンピックや2022年のサッカーワールドカップ（W杯）、2022年北京オリンピック・パラリンピックなどにロシアとして参加することはできなくなるが、ドーピングに関与していないと証明されたロシア選手は個人資格で各大会に出場できる[84]。

### 2020年代
- フィギュアスケート女子のカミラ・ワリエワ（15歳、ロシア・オリンピック委員会, ROC）から2021年12月に採取した検体について、2022年北京オリンピック開催中の2022年2月8日に、ドーピング検査で陽性（禁止薬物トリメタジジン検出）の結果が出たが、16歳未満の「要保護者」に当たることなどから、女子個人戦への出場が可能となった[85]。

### 競技別
- EPOドーピング問題は古くからサッカー界でも知られており、ヨーロッパの有力クラブチームなどで組織ぐるみで行われていたとも噂されている。1954年のワールドカップで優勝した西ドイツ（当時）や、1966年のワールドカップ・イングランド大会で旋風を巻き起こした北朝鮮の選手に対して、EPOドーピング使用の疑惑を訴えるジャーナリストも多い。1994年に1994 FIFAワールドカップで当時アルゼンチン代表だったディエゴ・マラドーナが、ドーピング検査でエフェドリンが検出され、無期限の出場停止で大会から追放された。最近では、2004年にアーセナルFCのアーセン・ベンゲル監督が所属している外国人選手の中に、以前所属していたクラブでドーピングをしていた可能性のある選手がいると発言し、世界中に波紋を広げた。
- 格闘技ではフランソワ・ボタやジェームズ・トニーなどが試合後のドーピング検査をパスできずに世界タイトルを剥奪されている。また、アリスター・オーフレイムやチェール・ソネンなどがドーピング検査で、パフォーマンス向上効果があるステロイドの一種テストステロンが規定の2倍以上検出されたため出場停止となっている。

## マインドスポーツ
頭脳を使うマインドスポーツにおいては、脳機能を高める目的でスマートドラッグが使用されることがあり、競技によっては禁止されている。
アデロールはナルコレプシーとADHD治療薬であるため容易に入手可能であり、Cloud9に所属するコリー・フリーセンなどが使用を公言している（eスポーツにおける不正行為）。
チェス選手を対象とした実験では、スコアは上昇したが持ち時間を超過しやすくなるなどデメリットも確認された。